# Ruta 245 (Costa Rica)
La Ruta 245, oficialmente Ruta Nacional Secundaria 245, es una ruta nacional de Costa Rica ubicada en la provincia de Puntarenas.

## Descripción
En la provincia de Puntarenas, la ruta atraviesa el cantón de Osa (los distritos de Sierpe, Piedras Blancas), el cantón de Golfito (el distrito de Puerto Jiménez).